# Pobeda Płowdiw
Pobeda Płowdiw (bułg. СК Победа (Пловдив)) – bułgarski klub piłkarski, mający siedzibę w mieście Płowdiw, w środkowej części kraju, działający w latach 1915–1928.

## Historia
Chronologia nazw:
- 1915: SK Pobeda Płowdiw (bułg. СК [Спортен клуб] Победа (Пловдив))
- 28.06.1925: BP-25 Płowdiw (bułg. БП-25 [Бенковски Победа 1925] (Пловдив)) – po fuzji z Benkowski Płowdiw
- 01.07.1928: klub rozwiązano – po fuzji z Trakijska Sława Płowdiw

Klub sportowy Pobeda został założony w Płowdiwie w 1915 roku. Klub funkcjonował pomiędzy ulicami Pepiniere i Stancionna (ul. Iwana Wazowa), obecnie dzielnicą uniwersytecką. W 1920 roku rozegrano pierwsze nieoficjalne mistrzostwa miasta, które zdobył Botew. 
W 1924 roku klub został mistrzem Płowdiwskiego Obwodu Sportowego i startował w pierwszych mistrzostwach Bułgarskiego Związku Piłki Nożnej. W turnieju finałowym na szczeblu centralnym zespół w rundzie pierwszej zgodnie z losowaniem był wolny od gier, a w półfinale wygrał 5:0 z Orlem Wraca. Drugi półfinałowy mecz pomiędzy Lewskim Sofia, a Władysławem Warna zakończył się wynikiem 0:0. Ze względu na ciemność nie został doliczony czas dodatkowy. Władysław z Warny odmawia kolejnego występu w Sofii następnego dnia i nalega, aby powtórka odbyła się w Warnie. Bułgarski Związek Piłki Nożnej wyznacza nowy termin powtórek w Sofii. Następnie pozwala na powtórzenie meczu w Warnie, ale tylko pod warunkiem, że Warneński klub i Północnobułgarski Oddział pokryją koszty. Ostatecznie nie osiągnięto ostatecznego porozumienia i nie doszło do drugiego spotkania półfinałowego. Rozgrywki nie zostały zakończone, a zwycięzca nie został wyłoniony. W następnym 1925 roku mistrzem Płowdiwskiego Obwodu Sportowego został Oficerski klub sportowy Benkowski Płowdiw. Aby lepiej wystąpić w finałach, 28 czerwca 1925 roku dochodzi do fuzji klubów Benkowski i Pobedą i zjednoczony klub przyjmuje nazwę BP-25 (Benkowski Pobeda 1925). W finałowej części mistrzostw klub już w półfinale przegrał 0:4 z Lewskim Sofia i pożegnał się z rozgrywkami o tytuł mistrza kraju.
1 lipca 1928 roku klub połączył się z Trakijska Sława Płowdiw. Klub został rozwiązany, a nowy klub przyjął nazwę Lewski Płowdiw.

## Barwy klubowe, strój, herb, hymn
|  |  |

Klub ma barwy czarno-białe. Piłkarze domowe spotkania zazwyczaj grają w pasiastych pionowo czarno-białych koszulkach, czarnych spodenkach oraz czarnych getrach.

## Sukcesy

### Trofea międzynarodowe
Do chwili obecnej klub jeszcze nigdy nie zakwalifikował się do rozgrywek europejskich.

### Trofea krajowe
| \| \| Zdobyte trofea w rozgrywkach Bułgarii (stan na: 31-05-2021) \| |                                                             |      |          |
| Rozgrywki                                                            | Osiągnięcie                                                 | Razy | Sezon(y) |
| · Mistrzostwo                                                        | I miejsce                                                   | 0    |          |
| · Mistrzostwo                                                        | II miejsce                                                  | 0    |          |
| · Mistrzostwo                                                        | III miejsce                                                 | 0    |          |
| · Mistrzostwo                                                        | półfinalista                                                | 1    | 1925     |
| Puchar                                                               | zdobywca                                                    | 0    |          |
| Puchar                                                               | finalista                                                   | 0    |          |
| II liga                                                              | I miejsce                                                   | 0    |          |
| II liga                                                              | II miejsce                                                  |      |          |
| II liga                                                              | III miejsce                                                 | 0    |          |
| Bułgaria                                                             | Zdobyte trofea w rozgrywkach Bułgarii (stan na: 31-05-2021) |      |          |

- Gradsko pyrwenstwo na Płowdiw i Płowdiwskata sportna obłast:
  - mistrz (2): 1923/24 (jako Pobeda), 1924/25 (jako Benkowski)

## Poszczególne sezony

### Rozgrywki międzynarodowe

#### Europejskie puchary
Nie uczestniczył w rozgrywkach europejskich.

### Rozgrywki krajowe
| \| Bułgaria \| Bilans występów klubu w rozgrywkach piłkarskich Bułgarii (Stan na 31 maja 2021 r.) \| \| |                                                                                       |        |       |   |   |   |    |    |     |           |        |        |      |
| Poziom                                                                                                  | Rozgrywki                                                                             | Sezony | Mecze | Z | R | P | B+ | B– | Pkt | Lata      | Awanse | Spadki | Naj. |
| I | Dyrżawno pyrwenstwo / Nacionałna futbołna diwizija / Republikansko pyrwenstwo / A PFG | 1      |       |   |   |   |    |    |     | 1925      | 0      | 1      | 1/2  |
| II | B RPG / Wtora PFG / Pyrwa PFL / B PFG / Wtora PFL                                     | 5      |       |   |   |   |    |    |     | 1923–1928 | 4      | 0      | 1    |
| III | W PFG / Treta amatorska futbołna liga                                                 | 0      |       |   |   |   |    |    |     |           | 0      | 0      |      |
| IV | Obłastna futbołna grupa                                                               | 0      |       |   |   |   |    |    |     |           | 0      | 0      |      |
| | Puchar Bułgarii                                                                       | 0      |       |   |   |   |    |    |     |           | 0      | 0      |      |
| Bułgaria                                                                                                | Bilans występów klubu w rozgrywkach piłkarskich Bułgarii (Stan na 31 maja 2021 r.)    |        |       |   |   |   |    |    |     |           |        |        |      |

## Struktura klubu

### Stadion
Klub piłkarski rozgrywał swoje mecze domowe na boisku w parku Sw.Augustin w Płowdiwie.

## Kibice i rywalizacja z innymi klubami

### Derby
- Botew Płowdiw
- Lewski Płowdiw
- Łokomotiw Płowdiw (jako Sportklub, SP-45, Sławia, Sławia-Czengełow)
- Marica Płowdiw
- Parczewicz Płowdiw
- Sokoł Płowdiw
- Szipka Płowdiw
- ŻSK Płowdiw